# Bøjningsstivhed
Bøjningsstivhed defineres som det kraft-par, der kræves til at bøje ikke-rigide strukturer i en bøjningsenhed eller det kan defineres som den modstand som strukturen udviser idet den bøjes.
| Fysik | Spire Denne artikel om fysik er en spire som bør udbygges. Du er velkommen til at hjælpe Wikipedia ved at udvide den. |